# Jean VII d'Harcourt
Pour les articles homonymes, voir Jean VII.
Jean VII d'Harcourt,  comte d'Harcourt, mort le 18 décembre 1452 à Châtellerault, fut chevalier, comte d'Aumale, vicomte de Châtellerault, seigneur de Mézières, d'Elbeuf, de Lillebonne, de La Saussaye, Brionne, etc.

## Biographie
Jean VII d'Harcourt est le fils de Jean VI d'Harcourt, comte d'Harcourt, et de Catherine de Bourbon, fille de Pierre Ier de Bourbon, et belle-sœur du roi Charles V.
Il participa au siège de Taillebourg où il fut fait chevalier par son oncle Louis II de Bourbon. Il fit également le siège de Tunis et d'Harfleur.
Il se distingua à la bataille d'Azincourt (1415), où il fut fait prisonnier.
En 1418, son château d'Harcourt fut pris par les Anglais. Ses titres de comte d'Aumale et d'Harcourt furent usurpés par les Anglais et donnés aux comte de Warwick et au duc de Clarence. Son cousin le roi Charles VI le soutint alors en le nommant capitaine général de Normandie et en lui accordant un don de 1 000 livres.
Il mourut le 18 décembre 1452 et fut inhumé au couvent des cordeliers de Châtellerault qu'il avait fondé. Avec lui s'est éteinte la branche aînée de la Maison d'Harcourt, des comtes d'Harcourt.

### Mariage et descendance
Jean VII d'Harcourt avait épousé le 17 mars 1389 Marie d'Alençon (morte en 1418), princesse du sang, fille de Pierre II de Valois, comte d'Alençon, et de Marie Chamaillard d'Anthenaise, vicomtesse de Beaumont. Dont :
- Jean VIII d'Harcourt (1396-1424), comte d'Aumale, lieutenant et capitaine général de Normandie, tué à la bataille de Verneuil ;
- Marie d'Harcourt (1398-1476), mariée avec Antoine de Lorraine, comte de Vaudémont et de Guise, qui est à l'origine de la branche des Lorraine-Harcourt ;
- Jeanne d'Harcourt mariée avec Jean III de Rieux.

La succession de Jean VII d'Harcourt, notamment la possession du comté d'Harcourt, celle du comté de Lillebonne, fut revendiquée par les deux sœurs Marie et Jeanne.
La réconciliation ne viendra qu'avec le mariage en 1555 de leurs descendants respectifs René II de Lorraine-Elbeuf et Louise de Rieux-Harcourt.